# Jacobaea maritima
La cineraria (Jacobaea maritima (L.) Pelser & Meijden, 2005) è una specie di pianta angiosperma dicotiledone della famiglia delle Asteraceae (sottofamiglia Asteroideae).

## Etimologia
Il nome del genere (Jacobaea) potrebbe derivare da due fonti possibili: (1) da San Giacomo (o Jacobus); oppure (2) in riferimento all'isola di Santiago (Capo Verde). L'epiteto specifico ( maritima) deriva dall'areale tipico per questa specie. Il nome comune ("cineraria") indica la colorazione "cenere" delle foglie.
Il nome scientifico della specie è stato definito dai botanici Carl Linnaeus (1707-1778), Pieter B. Pelser e Ruud van der Meijden (1945-2007) nella pubblicazione " Heukels' Flora van Nederland, ed. 23" ( Heukels' Fl. Nederland 677 ) del 2005.

## Descrizione

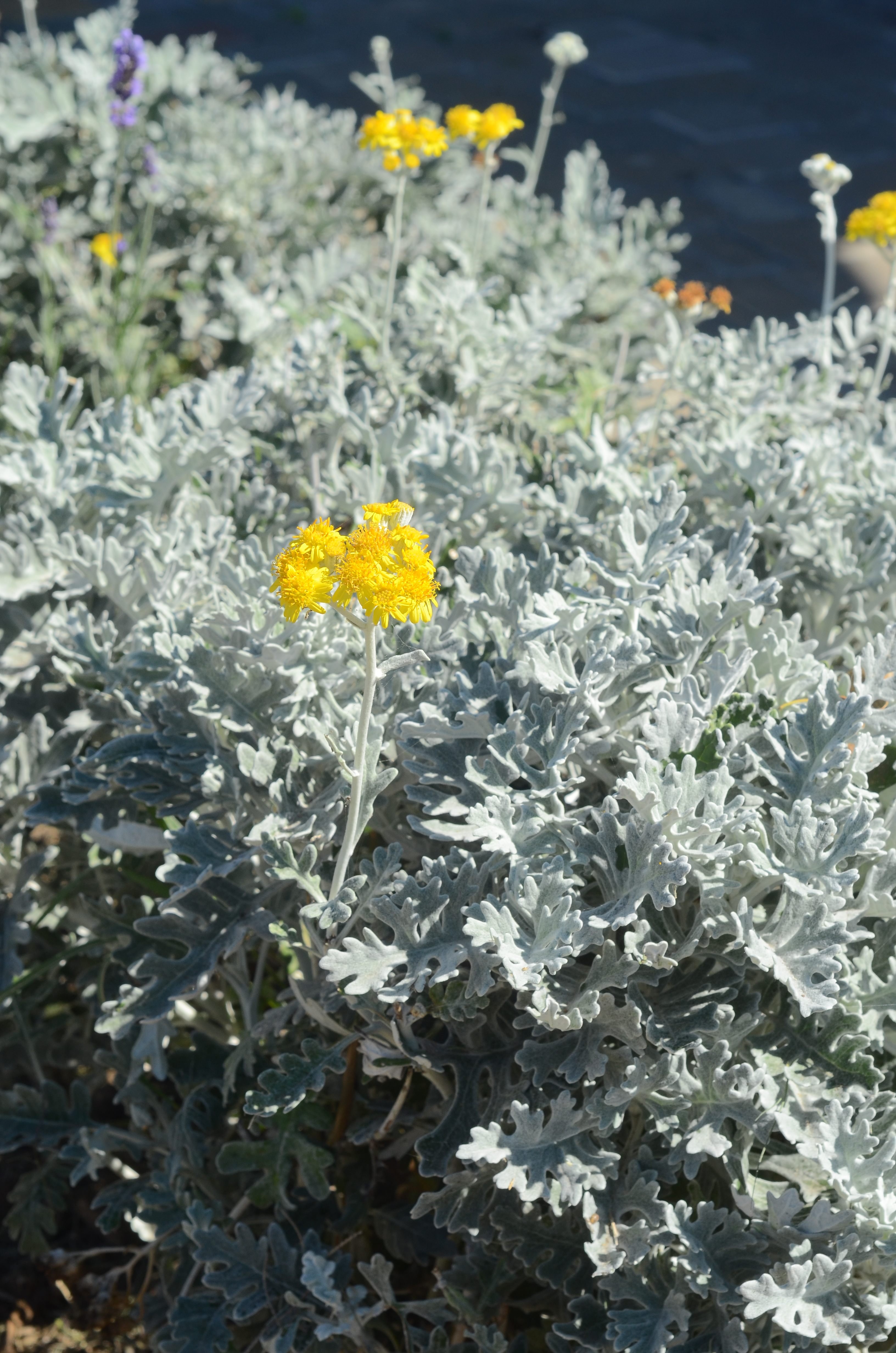
Il portamento

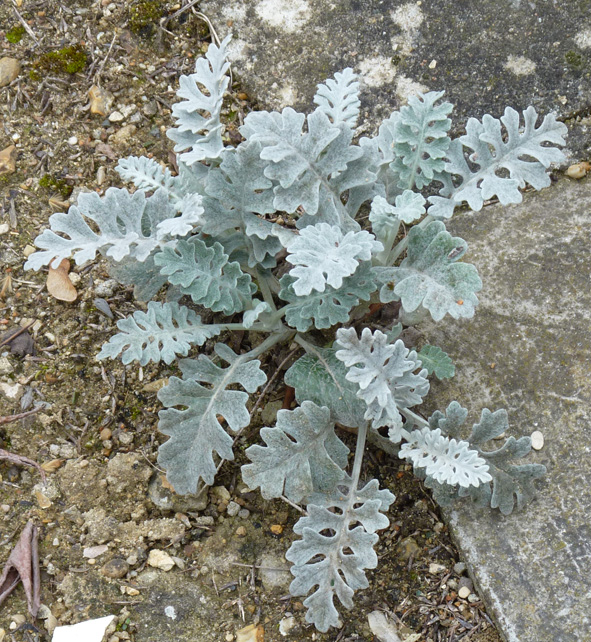
Le foglie

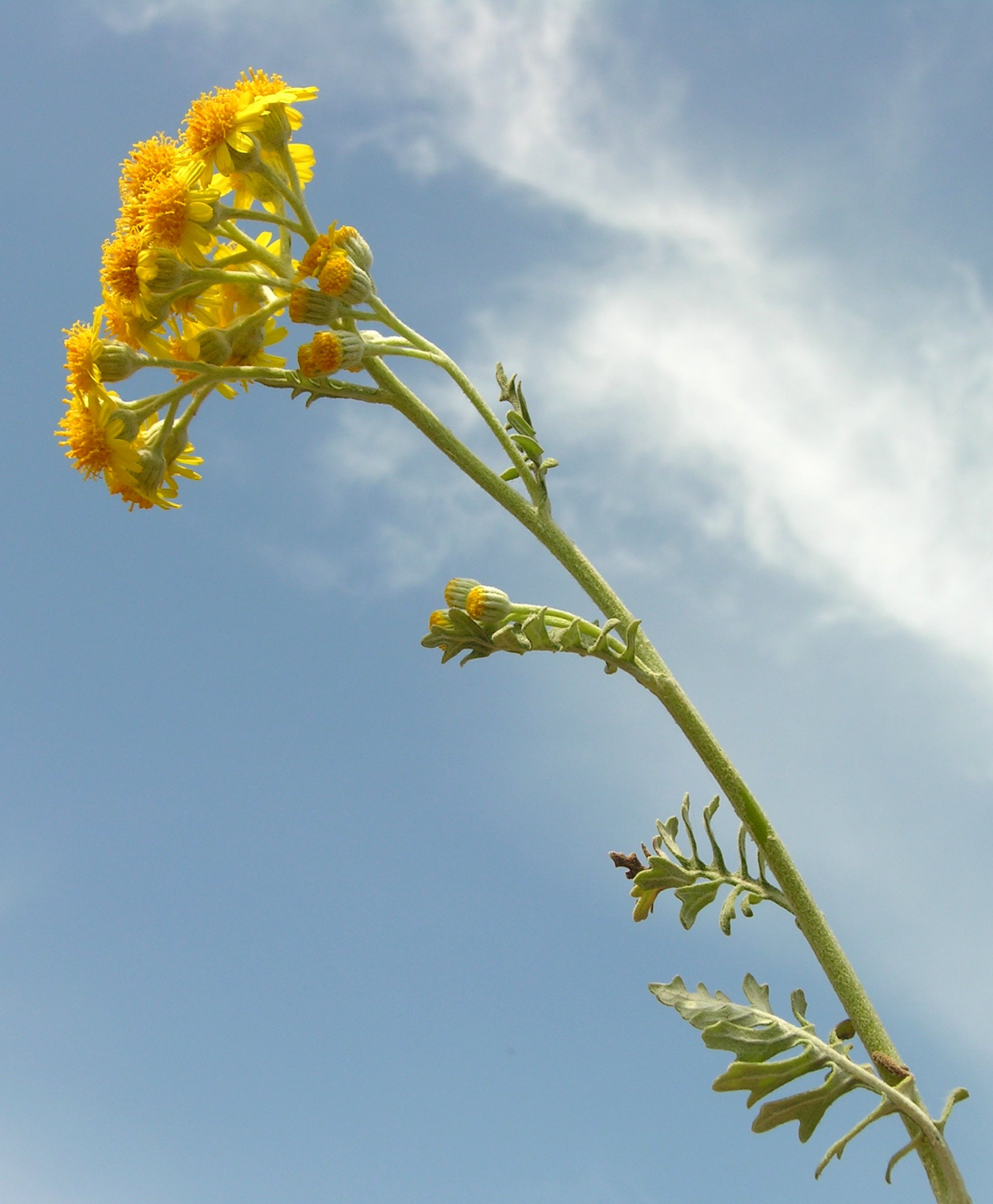
Infiorescenza

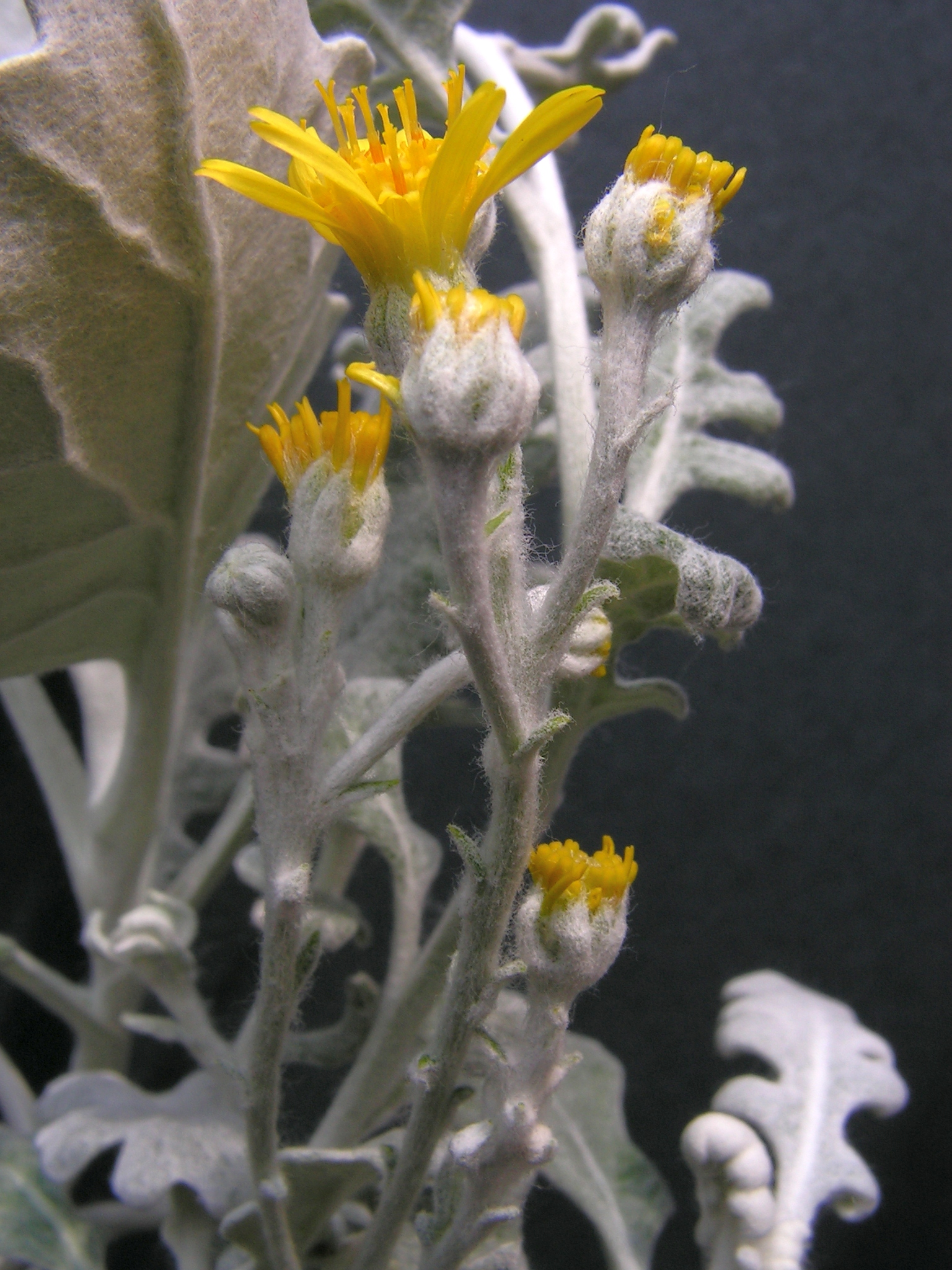
I fiori

Habitus. Queste piante sono dei cespuglietti con altezza variabile al massimo di 3 - 10 dm. La forma biologica è camefita suffruticosa (Ch suffr), sono piante perenni e legnose alla base, con gemme svernanti poste ad un'altezza dal suolo tra i 2 ed i 30 cm (le porzioni erbacee seccano annualmente e rimangono in vita soltanto le parti legnose). Sono provviste di densi peli lunghi 0,5 – 1 mm. Queste piante possiedono al loro interno delle sostanze chimiche quali i lattoni sesquiterpenici e alcaloidi pirrolizidinici.
Radici. Le radici in genere sono secondarie da rizoma e possono essere fibrose.
Fusto. 
- Parte ipogea: la parte sotterranea consiste in un rizoma. I rizomi sono striscianti o legnosi.
- Parte epigea: la parte aerea consiste in fusti cespugliosi, robusti, generalmente ramosi ed eretti di aspetto bianco-tomentoso.

Foglie. Le foglie, con forme da pennato-partite a lobate, sono grasse e coriacee, picciolate e diversamente incise a seconda che siano basali o apicali; il colore è bianco niveo nella pagina inferiore e cenerino-farinoso in quella superiore. Dimensione delle foglie inferiori: larghezza 8 cm; lunghezza 15 cm.
Infiorescenza.  Le sinflorescenze sono composte da più capolini organizzati in formazioni corimbose. Le infiorescenze vere e proprie sono formate da un capolino terminale peduncolato di tipo radiato. Alla base dell'involucro (la struttura principale del capolino) può essere presente un calice formato da 1 - 3 brattee fogliacee (chiamate brattee esterne) lunghe 3 mm.. I capolini sono formati da un involucro, con forme da cilindriche a campanulate, composto da diverse brattee, al cui interno un ricettacolo fa da base ai fiori di due tipi: quelli esterni del raggio e quelli più interni del disco. Le brattee, 13 lunghe 7 mm, non ingrossate alla base e bianco-tomentose, sono disposte in modo embricato di solito su una sola serie e possono essere connate alla base (sono chiamate anche brattee interne). Il ricettacolo è nudo (senza pagliette a protezione della base dei fiori); la forma è convessa e a volte è alveolato. Diametro dell'involucro: 4 – 11 mm.
Fiori.  I fiori sono tetra-ciclici (formati cioè da 4 verticilli: calice – corolla – androceo – gineceo) e pentameri (calice e corolla formati da 5 elementi). Sono inoltre ermafroditi, più precisamente i fiori del raggio (quelli ligulati e zigomorfi) sono femminili; mentre quelli del disco centrale (tubulosi e actinomorfi) sono bisessuali o a volte funzionalmente maschili.
- Formula fiorale:

*/x K {\displaystyle \infty }, [C (5), A (5)], G 2 (infero), achenio
- Calice: i sepali del calice sono ridotti ad una coroncina di squame.
- Corolla: nella parte inferiore i petali della corolla sono saldati insieme e formano un tubo. In particolare le corolle dei fiori del disco centrale (tubulosi) terminano con delle fauci dilatate a raggiera con cinque lobi. I lobi possono avere una forma da deltoide a triangolare-ovata. Nella corolla dei fiori periferici (10 - 15 fiori ligulati) il tubo si trasforma in un prolungamento da nastriforme o allargato lungo 7 – 8 mm, terminante più o meno con cinque dentelli. Il colore delle corolle è giallo.
- Androceo: gli stami sono 5 con dei filamenti liberi. La parte basale del collare dei filamenti può essere dilatata. Le antere invece sono saldate fra di loro e formano un manicotto che circonda lo stilo. Le antere sono senza coda ("ecaudate"); a volte sono presenti delle appendici apicali che possono avere varie forme (principalmente lanceolate). La struttura delle antere è di tipo tetrasporangiato, raramente sono bisporangiate. Il tessuto endoteciale è radiale o polarizzato. Il polline è tricolporato (tipo "helianthoid").[15]
- Gineceo: lo stilo è biforcato con due stigmi nella parte apicale. Gli stigmi sono sub-cilindrici, troncati e con un ciuffo di peli alla sommità. Le superfici stigmatiche (i recettori del polline) sono separate.[7]  L'ovario è infero uniloculare formato da 2 carpelli.
- Antesi: da maggio a agosto.

Frutti. I frutti sono degli acheni con pappo. La forma degli acheni è ellittico-oblunga oppure strettamente oblunga; la superficie è percorsa da diverse coste longitudinali e può essere glabra. Possono essere presenti delle ali o degli ispessimenti marginali. Non sempre il carpoforo è distinguibile. Il pappo (persistente o caduco) è formato da numerose setole snelle, bianche disposte in serie multiple.

## Biologia
Impollinazione: l'impollinazione avviene tramite insetti (impollinazione entomogama tramite farfalle diurne e notturne).
Riproduzione: la fecondazione avviene fondamentalmente tramite l'impollinazione dei fiori (vedi sopra).
Dispersione: i semi (gli acheni) cadendo a terra sono successivamente dispersi soprattutto da insetti tipo formiche (disseminazione mirmecoria). In questo tipo di piante avviene anche un altro tipo di dispersione: zoocoria. Infatti gli uncini delle brattee dell'involucro (se presenti) si agganciano ai peli degli animali di passaggio disperdendo così anche su lunghe distanze i semi della pianta. Inoltre per merito del pappo il vento può trasportare i semi anche a distanza di alcuni chilometri (disseminazione anemocora).

## Distribuzione e habitat
È una specie distribuita in tutta l'Europa meridionale, in Nord Africa e in Turchia (e naturalizzata nell'America del Nord). In Italia è facile trovarla sulle coste tirreniche della penisola e sulle isole maggiori.
Predilige i costoni rocciosi in prossimità del mare (rupi marittime) e si trova facilmente anche su pietraie e muretti o spiagge ciottolose.

## Tassonomia
La famiglia di appartenenza di questa voce (Asteraceae o Compositae, nomen conservandum) probabilmente originaria del Sudamerica, è la più numerosa del mondo vegetale, comprende oltre 23.000 specie distribuite su 1.535 generi, oppure 22.750 specie e 1.530 generi secondo altre fonti (una delle checklist più aggiornata elenca fino a 1.679 generi). La famiglia attualmente (2021) è divisa in 16 sottofamiglie; la sottofamiglia Asteroideae è una di queste e rappresenta l'evoluzione più recente di tutta la famiglia.

### Filogenesi
Il genere di questa voce appartiene alla sottotribù Senecioninae della tribù Senecioneae (una delle 21 tribù della sottofamiglia Asteroideae). La struttura della sottotribù è molto complessa e articolata (è la più numerosa della tribù con oltre 1.200 specie distribuite su un centinaio di generi) e al suo interno sono raccolti molti sottogruppi caratteristici le cui analisi sono ancora da completare. Il genere di questa voce, insieme al genere Bethencourtia, forma un "gruppo fratello" e si trova, da un punto di vista filogenetico, in una posizione abbastanza centrale della sottotribù.
I caratteri distintivi per le specie del genere  Jacobaea sono:
- caratteristico è il rivestimento con peli sottili, sinuosi formanti un feltro compatto;
- alcune brattee dell'involucro inferiore (chiamato anche calice dell'involucro) solo più lunghe di quelle interne.

Questa entità è stata originariamente descritta da Linneo come Othonna maritima (basionimo). Lo stesso Linneo mutò in seguito la denominazione in Cineraria maritima. Successivamente la specie è stata assegnata al genere Senecio, con la denominazione di Senecio cineraria DC. Assieme a una trentina di specie del genere Senecio, inquadrate in passato nella sezione Jacobaea, S. cineraria è stata infine recentemente segregata nel nuovo genere Jacobaea.
Nell'ambito della flora spontanea italiana J. maritima è a capo del "Complesso di Jacobaea maritima" comprendente la specie:
- Jacobaea ambigua (Biv.) Pelser & Veldkamp
- Jacobaea candida  (C.Presl) B.Nord. & Greuter
- Jacobaea gibbosa  (Guss.) B.Nord. & Greuter
- Jacobaea maritima  (L.) Pelser & Meijden

Questo gruppo è caratterizzato da portamenti suffrutici sempreverdi alti da 2 a10 dm con pelosità più o meno bianco-tomentosa, da foglie a consistenza grassetta e forme da pennatosette a lobate, da sinflorescenze formate da ricchi capolini piccoli e con fiori gialli. L'habitat varia da aree marittime a quelle montano-vulcaniche; in generale è un ambiente limitato alle zone più calde del bacino Mediterraneo.
La specie  J. maritima è individuata dai seguenti caratteri specifici:
- il portamento è suffruticoso sempreverde;
- la forma delle foglie varia da pennato-partite a lobate;
- le brattee dell'involucro non sono ingrossate alla base e sono bianco-tomentose.

Il numero cromosomico della specie è 2n = 40.

### Variabilità
Per questa specie sono riconosciute 3 entità infraspecifiche:

#### Sottospeciebicolor

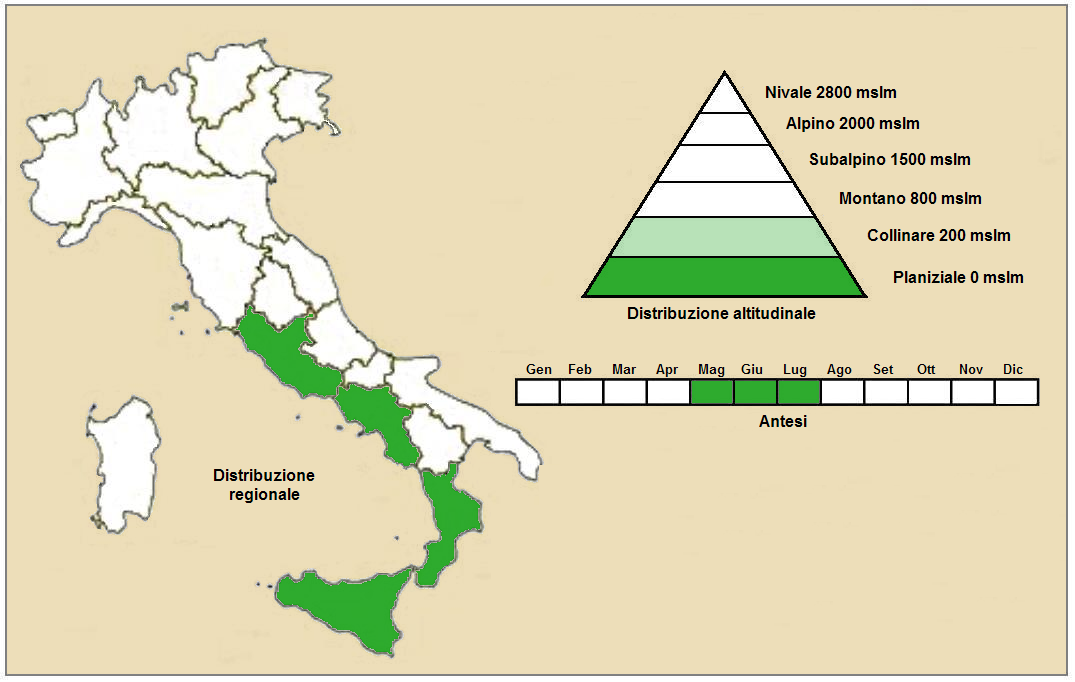
Distribuzione della sottospecie bicolor
(Distribuzione regionale)

- nome scientifico: Jacobaea maritima (L.) Pelser & Meijden subsp. bicolor (Willd.) B. Nord. & Greuter ;
- descrizione: la superficie superiore delle foglie è sub-glabra e di colore verde scuro, mentre di sotto sono bianco-tomentose; la lamina delle foglie inferiori è un po' lirata con il segmento centrale più grande di quelli laterali; le brattee dell'involucro sono bianco-tomentose o cineree;
- fioritura: da maggio a luglio;
- geoelemento: il tipo corologico (area di origine) è Endemico Centro-Mediterraneo;
- distribuzione: in Italia questa sottospecie è presente soprattutto al sud ma è rara;
- habitat: l'habitat tipico per questa sottospecie sono le rupi marittime e i muri abbandonati;
- distribuzione altitudinale: sui rilievi queste piante si possono trovare fino a 300 m s.l.m..

#### Sottospeciemaritima

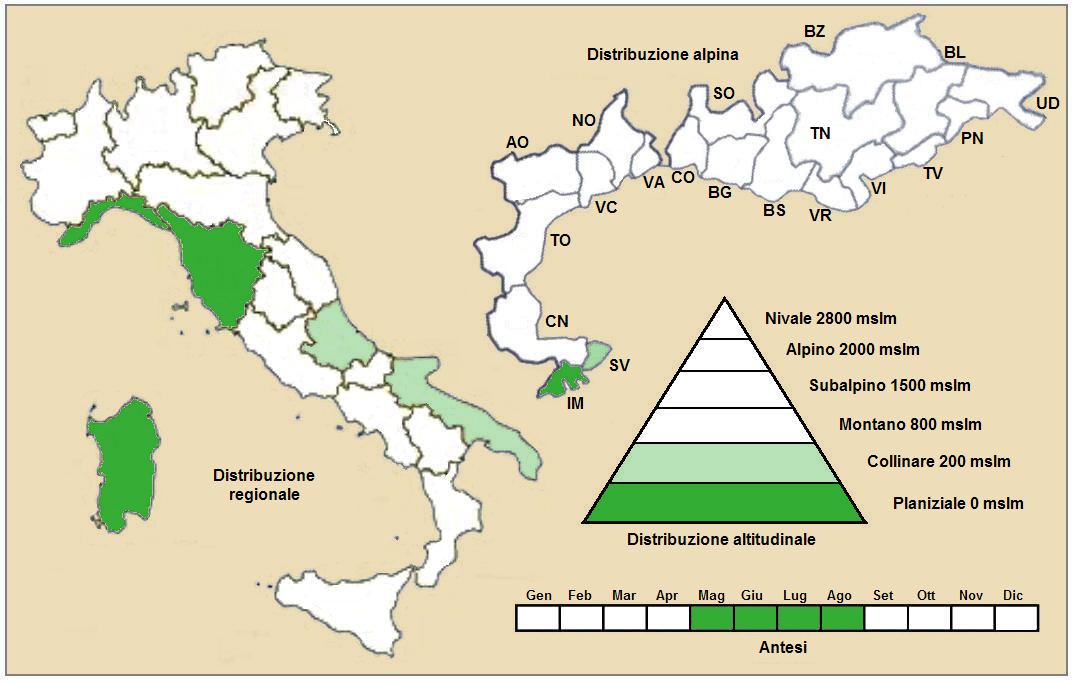
Distribuzione della sottospecie maritima
(Distribuzione regionale – Distribuzione alpina)

- nome scientifico: Jacobaea maritima (L.) Pelser & Meijden subsp. maritima;
- descrizione: l'altezza massima delle piante è di 70 cm; i fusti sono densamente pubescenti-tomentosi; la superficie superiore delle foglie è cenerina, mentre di sotto sono bianco-tomentose; le squame dell'involucro sono bianco-tomentose o cineree; lunghezza delle squame interne: 7 mm; lunghezza delle squame esterne: 3 mm;
- fioritura: da maggio a agosto;
- geoelemento: il tipo corologico (area di origine) è Ovest – Mediterraneo;
- distribuzione: in Italia questa sottospecie è presente lungo le coste tirreniche settentrionali e in Sardegna (in Abruzzo e Puglia è naturalizzata). Nelle Alpi si trova solamente nelle Alpi marittime; mentre all'estero si trova in Francia (dipartimenti di Alpes-de-Haute-Provence, Alpes-Maritimes e Drôme) e nei Pirenei.
- habitat: l'habitat tipico per questa sottospecie sono le rupi marittime, muri abbandonati e spiagge ciottolose; ma anche ripari sotto rocce e coltivi ornamentali. Il substrato preferito è calcareo con pH basico, medi valori nutrizionali del terreno che deve essere secco.
- distribuzione altitudinale: sui rilievi queste piante si possono trovare fino a 300 m s.l.m.;
- fitosociologia: dal punto di vista fitosociologico alpino Jacobaea maritima appartiene alla seguente comunità vegetale:

Formazione: delle comunità delle fessure, delle rupi e dei ghiaioni
Classe: Asplenietea trichomanis

#### Sottospeciesicula

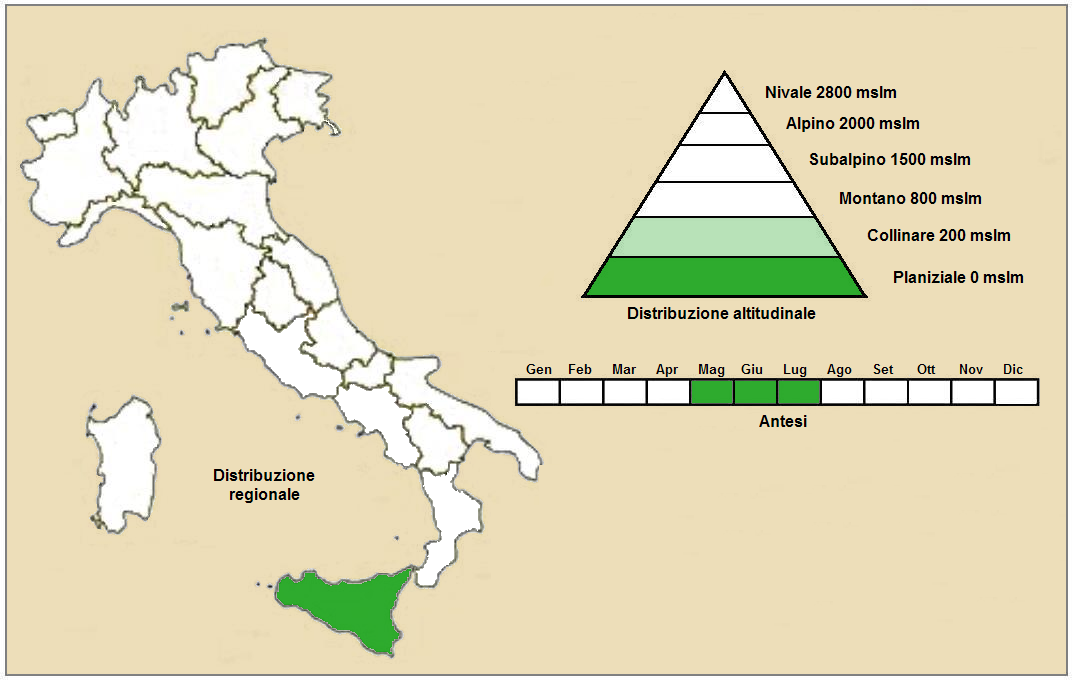
Distribuzione della sottospecie sicula
(Distribuzione regionale)

- nome scientifico: Jacobaea maritima (L.) Pelser & Meijden subsp. sicula N. G. Passal. & al. 
- descrizione: questa sottospecie presenta una minore pubescenza che comunque è presente sia sugli steli che sull'involucro; queste piante arrivano fino a 70 cm di altezza; la dimensione delle foglie in media è minore rispetto alle altre sottospecie (6 – 10 cm); sulla superficie adassiale (superiore) sono presenti dei peli di tipo aracnoide (= simili ad una ragnatela); la lamina è settata con 5 – 12 segmenti; l'infiorescenza tipica si compone al massimo di 50 capolini per stelo; l'involucro è più piccolo (5 – 6 mm di larghezza; 6 – 7 mm o meno di lunghezza);
- geoelemento: il tipo corologico  è Sub-Endemico;
- distribuzione: in Italia (e zone limitrofe) questa sottospecie è presente solamente nelle isole Egadi e in alcune isole nel Canale di Sicilia (Malta, Gozo e Linosa); alcune osservazioni fanno pensare che questa sottospecie sia presente anche nel Mediterraneo orientale (Grecia e Croazia), ma è da verificare;
- habitat: l'habitat tipico per questa sottospecie sono le rupi e scogliere marittime lungo i litorali.

### Specie simili

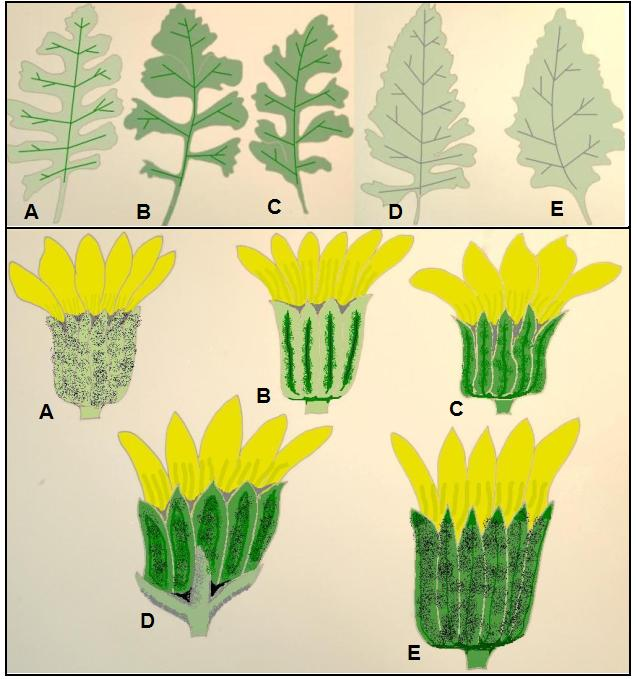
Foglie e involucro di A) J. maritima; B) J. maritima subsp bicolor; C) J. gibbosa ; D) J. lycopifolia; E) J. ambigua (da Pignatti)

I “senecioni” (almeno quelli della flora spontanea italiana) non sono molto dissimili uno dall'altro. La Jacobaea maritima si distingue soprattutto per il suo habitus bianco-tomentoso. Altri senecioni hanno le foglie simili (tomentose color cinereo) come la Jacobaea incana (ma è molto più basso e vive a quote più alte), oppure la Jacobaea persoonii (si trova solo nel Cuneese) oppure la Jacobaea uniflora (le foglie sono intere e lineari)  oppure il Senecio gallicus (è distribuito nelle Alpi centro-orientali).
Più difficile è il riconoscimento delle specie del "Gruppo di J. maritima". Il disegno a lato sia delle foglie che dell'involucro possono aiutare l'identificazione delle varie entità.

## Coltivazione
Esistono molte cultivar utilizzate a scopo ornamentale, esse sono selezionate in base al colore e alla dimensione di foglie e fiori.

Necessita di un'esposizione in pieno sole, predilige i terreni ben drenati, sabbiosi o a scheletro prevalente (pietrosi). Tollera bene la siccità e la salinità (sia del terreno che per aerosol marino).